# Stimmkreis Nürnberger Land
Der Stimmkreis Nürnberger Land ist einer von rund 90 Stimmkreisen bei Wahlen zum Bayerischen Landtag und zu den Bezirkstagen sowie bei Volksentscheiden. Er gehört zum Wahlkreis Mittelfranken.
Mindestens seit der Landtagswahl 2008 umfasst er die Städte Altdorf b.Nürnberg, Hersbruck, Lauf a.d.Pegnitz, Röthenbach a.d.Pegnitz, Velden und die Gemeinden Alfeld, Burgthann, Engelthal, Happurg, Hartenstein, Henfenfeld, Kirchensittenbach, Leinburg, Neuhaus a.d.Pegnitz, Neunkirchen a.Sand, Offenhausen, Ottensoos, Pommelsbrunn, Reichenschwand, Schnaittach, Schwarzenbruck, Simmelsdorf, Vorra, Winkelhaid des Landkreises Nürnberger Land. Die übrigen Gemeinden dieses Landkreises liegen im Stimmkreis Nürnberg-Ost.

## Landtagswahl 2023
Zur Landtagswahl 2023 traten folgende Parteien und Direktkandidaten im Stimmkreis Nürnberger Land an und erzielten folgende Ergebnisse:
| Nr. | Direktkandidat   | Partei           | Erststimmen in % | Gesamtstimmen in % |
| --- | ---------------- | ---------------- | ---------------- | ------------------ |
| 1   | Norbert Dünkel   | CSU              | 39,4             | 42,8               |
| 2   | Aaron Mühlendyck | GRÜNE            | 14,7             | 14,4               |
| 3   | Felix Locke      | Freie Wähler     | 14,6             | 12,4               |
| 4   | Thomas Falk      | AfD              | 13,3             | 12,9               |
| 5   | Andrea Lipka     | SPD              | 11,3             | 10,3               |
| 6   | Nicole Sandeck   | FDP              | 2,1              | 2,0                |
| 7   | Valentin Schötz  | LINKE            | 1,7              | 1,7                |
| 8   | Heiko Schubert   | BP               | 0,7              | 0,6                |
| 9   | Oliver Sperber   | ÖDP              | 1,4              | 1,3                |
| 10  | -                | Tierschutzpartei | -                | 0,6                |
| 11  | -                | PdH              | -                | 0,2                |
| 12  | Roman Gnoth      | dieBasis         | 1,0              | 0,9                |

## Landtagswahl 2018
Im Stimmkreis waren insgesamt 108.649 Einwohner wahlberechtigt. Die Landtagswahl am 14. Oktober 2018 hatte folgendes Ergebnis:
| Direktkandidat       | Partei               | Erststimmen in % | Gesamtstimmen in % | Veränderung der Gesamtstimmen im Vergleich zur Landtagswahl 2013 in % |
| -------------------- | -------------------- | ---------------- | ------------------ | --------------------------------------------------------------------- |
| Norbert Dünkel       | CSU                  | 37,2             | 39,6               | − 4,0                                                                 |
| Andrea Lipka         | SPD                  | 14,0             | 12,6               | − 11,8                                                                |
| Angelika Feisthammel | Freie Wähler         | 10,1             | 9,8                | − 0,9                                                                 |
| Gabriele Drechsler   | GRÜNE                | 16,0             | 16,2               | + 6,9                                                                 |
| Luca Scharf          | FDP                  | 3,7              | 3,5                | + 1,4                                                                 |
| René Wiedmann        | LINKE                | 3,7              | 3,7                | + 1,5                                                                 |
| Martin Häring        | BP                   | 0,5              | 0,5                | +/− 0,0                                                               |
| Norbert Spiegel      | ÖDP                  | 0,9              | 0,9                | − 0,2                                                                 |
| Michael Ceglar       | PIRATEN              | 1,1              | 1,0                | - 0,9                                                                 |
| Andreas Brandl       | Die Franken          | 1,5              | 1,4                | − 1,1                                                                 |
| Ralph Müller         | AfD                  | 10,3             | 9,8                | + 9,8                                                                 |
| Susanne Philipp      | mut                  | 0,4              | 0,4                | + 0,4                                                                 |
| -                    | Die Partei           | -                | 0,4                | + 0,4                                                                 |
| -                    | Gesundheitsforschung | -                | 0,1                | + 0,1                                                                 |
| Doris Dischner       | V-Partei³            | 0,5              | 0,4                | + 0,4                                                                 |

## Landtagswahl 2013
Die Wahlbeteiligung der 108.211 Wahlberechtigten im Stimmkreis betrug 68,4 Prozent, bei einem Landesdurchschnitt von 63,9 Prozent war dies Rang 12 unter den 90 Stimmkreisen. Das Direktmandat ging an Norbert Dünkel (CSU).
| Direktkandidat      | Partei       | Erststimmen | Gesamtstimmen | Gesamtstimmen ggü. Bayern (%p) | Gesamtstimmen ggü. 2008 (%p) |
| ------------------- | ------------ | ----------- | ------------- | ------------------------------ | ---------------------------- |
| Norbert Dünkel      | CSU          | 41,3 %      | 43,5 %        | −4,2 %                         | +0,2 %                       |
| Ernst Bergmann      | SPD          | 25,9 %      | 24,4 %        | +3,8 %                         | +0,9 %                       |
| Andreas Tiedtke     | FREIE WÄHLER | 11,8 %      | 10,7 %        | +1,7 %                         | −0,6 %                       |
| Karin Dobbert       | GRÜNE        | 9,1 %       | 9,2 %         | +0,6 %                         | +0,0 %                       |
| Andreas Neuner      | FDP          | 1,9 %       | 2,1 %         | −1,2 %                         | −2,5 %                       |
| Werner Schäfer      | DIE LINKE    | 2,0 %       | 2,1 %         | +0,0 %                         | −1,9 %                       |
| Carsten Schmotz     | ÖDP          | 1,0 %       | 1,1 %         | −0,9 %                         | +0,2 %                       |
| Andreas Schulze     | REP          | 1,1 %       | 1,1 %         | +0,1 %                         | −1,0 %                       |
| Sigurd Engelmann    | NPD          | 0,9 %       | 0,9 %         | X                              | +0,1 %                       |
| Theodor Matschewsky | BP           | 0,4 %       | 0,5 %         | −1,6 %                         | +0,3 %                       |
| Andreas Brandl      | DIE FRANKEN  | 2,8 %       | 2,5 %         | X                              | X                            |
| Christian Kubisch   | PIRATEN      | 1,9 %       | 1,9 %         | −0,1 %                         | X                            |

## Landtagswahl 2008
Bei der Landtagswahl 2008 waren im Stimmkreis 108.126 Einwohner wahlberechtigt. Die Wahlbeteiligung lag bei 63,3 %. Die Wahl hatte folgendes Ergebnis:
| Direktkandidat    | Partei                | Erststimmen in % | Gesamtstimmen in % | Veränderung der Gesamtstimmen im Vergleich zur Landtagswahl 2003 in % |
| ----------------- | --------------------- | ---------------- | ------------------ | --------------------------------------------------------------------- |
| Kurt Eckstein     | CSU                   | 40,1             | 43,3               | - 10,5                                                                |
| Thomas Beyer      | SPD                   | 27,4             | 23,5               | - 1,7                                                                 |
| Jutta Berlinghof  | Bündnis 90/Die Grünen | 8,1              | 9,2                | + 0,2                                                                 |
| Martin Seitz      | Freie Wähler          | 11,4             | 11,3               | + 6,5                                                                 |
| Katja Hessel      | FDP                   | 4,7              | 4,6                | + 2,8                                                                 |
| Rudolf Baldauf    | REP                   | 2,1              | 2,1                | + 0,8                                                                 |
| Mario Ertel       | ödp                   | 1,1              | 0,9                | - 0,1                                                                 |
| Dieter Steininger | BP                    | 0,2              | 0,2                | - 0,3                                                                 |
| Richard Schlappa  | Die Linke             | 4,0              | 4,0                | + 4,0                                                                 |
| -                 | VIOLETTE              | -                | 0,1                | + 0,1                                                                 |
| Michael Paulus    | NPD                   | 0,9              | 0,8                | + 0,8                                                                 |